# Matilda a II-a de Nevers
Matilda a II-a de Nevers (cunoscută și ca Maud de Dampierre sau Mathilda a II-a de Bourbon (d. 1262) a fost |Comitatul de Nevers|contesă de Nevers.
Matilda era fiică a lui Archambaud al IX-lea de Bourbon cu Iolanda I de Châtillon, contesă de Nevers. Ca moștenitoare a comitatelor de Nevers, Auxerre și Tonnerre, Matilda a fost căsătorită cu  Odo, fiul și moștenitorul ducelui Hugo al IV-lea de Burgundia. Prin această căsătorie, Odo a reunit două regiuni importante care fuseseră cândva unite pentru a forma Ducatul de Burgundia, însă el a murit fără a lăsa moștenitori masculini, drept pentru care teritoriul unit a fost preluat de fratele său Robert al II-lea. După moartea tatălui ei, Matilda a devenit și doamnă de Bourbon.
Din căsătoria cu Odo, Matilda a avut trei fiice:
- Iolanda (n. 1247-d. 1280), succesoare în Comitatul de Nevers
- Margareta (n. 1249-d. 1308), contesă de Tonnerre, căsătorită în 1268 cu Carol de Anjou, regele Siciliei
- Adelaida (n. 1251-d. 1290), contesă de Auxerre, căsătorită în 1268 cu seniorul Ioan de Chalon (d. 1309).